# (13917) Correggia
(13917) Correggia est un astéroïde de la ceinture principale.

## Description
(13917) Correggia est un astéroïde de la ceinture principale. Il fut découvert le 6 mars 1984 à la station Anderson Mesa par Edward L. G. Bowell. Il présente une orbite caractérisée par un demi-grand axe de 3,07 UA, une excentricité de 0,19 et une inclinaison de 13,7° par rapport à l'écliptique.

## Compléments